# Щит Союзу-2019
Щит Союзу-2019 — спільне оперативне навчання (рос. СОУ) Збройних сил Росії і ЗС Республіки Білорусь, який проходив з 13 по 19 вересня 2019 року..

## Мета
Перевірка управління військами при операціях із забезпечення безпеки Союзної держави.

## Загальна інформація
Відповідно до рішення Президента РФ і Президента Республіки Білорусь один раз в два роки на території РФ і Республіки Білорусь по черзі проходять навчання, завершуючи цикл спільної підготовки військовослужбовців двох країн.
Відповідно до встановленої практики перевірка боєготовності здійснюється у вересні:
- в РБ проходить навчання «Захід»: «Захід-2009», «Захід-2013», «Захід-2017»;
- в РФ, на території Західного військового округу проходить вчення «Щит Союзу»: «Щит Союзу-2011», «Щит Союзу-2015», «Щит Союзу-2019».

Винятком стало перше навчання подібного рівня - «Щит Союзу - 2006», який пройшов у Республіці Білорусь з 17 по 25 червня 2006 року.

## Підготовчий етап
26 квітня 2018, в рамках науково-практичної конференції з питань підвищення ефективності застосування Регіональної угруповання військ (рос. РГВ) Республіки Білорусь і РФ, було оголошено, що Західний військовий округ разом зі Збройними Силами Республіки Білорусь розпочав підготовку до рос. СОУ «Щит Союзу-2019».
27 лютого 2019, на засіданні колегії Міністерства оборони Росії, Міністр оборони Росії Сергій Шойгу повідомив, що підготовка до СОУ «Щит Союзу-2019» перейшла в активну фазу.
23 липня 2019, Командувач військами Західного військового округу Олександр Журавльов повідомив журналістам, що заходи з підготовки до навчань проводилися в березні, квітні, червні і липні и июле.

## Склад сил і організаційні особливості
«Щит Союзу-2019» планується провести в два етапи:
1. планування, пошук, блокування і знищення незаконних формувань і диверсійно-розвідувальних груп противника;
2. відпрацювання питань управління військами в ході оборонних дій по стабілізації обстановки.

Навчання пройде на полігоні Муліно в Нижньогородській області. Всього планується задіяти 12 тис. військовослужбовців: до 8 тис. — від РФ і більше 4 тис. — від Республіки Білорусь.
Міністерство оборони Республіки Білорусь повідомляє, що в навчаннях візьмуть участь військовослужбовці 120-ї і 19-ї гвардійських окремих механізованих бригад Північно-Західного оперативного командування.
Всього в навчанні планується задіяти до 950 одиниць бойової техніки, в тому числі понад 230 танків, 240 артилерійських систем, а також до 70 літаків. Основна частина техніки буде задіяна від російської сторони —близько 200 танків, 360 броньованих машин, до 190 систем залпового вогню, ствольної артилерії і мінометів та 55 бойових літаків і вертольотів.